# المنصورة (اليمن)
لمنصورة هي إحدى مدن محافظة عدن al-manṣūrah ، اليمن ، بتعداد سكاني يبلغ 114931 نسمة حسب تعداد 2003 . 

## تاريخ
تمت تسمية المنصورة بموجب قرار اتخذه المجلس التشريعي في عدن عام 1962. يرتبط بناء الحي بأزمة الإسكان الحادة في مستعمرة عدن بين عامي 1955 و 1962 نتيجة زيادة عدد السكان وتوسيع القاعدة العسكرية البريطانية.
.